# Писарев, Василий Ильич
Васи́лий Ильи́ч Пи́сарев (22 (10) января 1900 — 30 апреля 1977, Москва) — советский партийный и государственный деятель, дипломат. Чрезвычайный и полномочный посол.

## Биография
Уроженец Волгоградской области. Член РКП(б). На дипломатической работе с 1953 года.
- В 1944—1946 годах — член Бюро ЦК ВКП(б) по Литве.
- В 1946—1953 годах — первый заместитель председателя Совета Министров Литовской ССР.
- В 1949—1953 годах — член Бюро ЦК КП(б) — КП Литвы.
- С 6 ноября 1953 по 31 августа 1957 года — чрезвычайный и полномочный посол СССР в Монголии[2].
- В 1957 году — советник-посланник Посольства СССР в Монголии.
- В 1958—1962 годах — заместитель заведующего V Европейским отделом МИД СССР.

Скончался 30 апреля 1977 года, похоронен на кладбище близ Власихи.